# パパベリン
パパベリン（英:papaverine）とは血管拡張・鎮痙剤のひとつ。ケシ属の植物に含まれるイソキノリン系のアルカロイド。オピオイド作動性はない。
消化管平滑筋を弛緩させることにより、過度の消化管の緊張による腹痛を緩解させる。パパベリンは消化管平滑筋だけでなく全ての平滑筋を弛緩させるため、血栓症の治療にも使用される。副作用として多汗症や肺炎などが報告され、特に健康食品として食されるアマメシバの大量摂取による肺炎（閉塞性細気管支炎）では、その主要因として考えられているが、国立医薬品食品衛生研究所等で検査したところ検出されていない。

## 医療用医薬品
- アストフィリン配合錠 - ジプロフィリン、パパベリン塩酸塩、ジフェンヒドラミン塩酸塩、エフェドリン塩酸塩、ノスカピンの合剤。気管支喘息、喘息性気管支炎、急性気管支炎、慢性気管支炎
- ストミンA配合錠 - ニコチン酸アミド、パパベリン塩酸塩の合剤。内耳及び中枢障害による耳鳴
- パパベリン塩酸塩 - 散剤または注射剤。胃炎・胆道（胆管・胆のう）系疾患による内臓平滑筋の痙攣症状、急性動脈塞栓・末梢循環障害・冠循環障害における血管拡張と症状の改善

## ベラパミル
1962年、ドイツのHaansらはパパベリン合成中にベラパミルを発見し、血管平滑筋を弛緩させる作用がパパベリンよりも強いことを見いだした。翌年、冠拡張剤・抗狭心症剤として発売。日本では1965年に虚血性心疾患治療剤として発売された。